# HRD Motors Ltd
|  | No s'ha de confondre amb Vincent Motorcycles o HRD Motor. |

HRD Motors Ltd fou un fabricant de motocicletes britànic actiu durant la dècada del 1920. L'empresa fou fundada per Howard Raymond Davies, qui havia treballat abans dins el sector del motociclisme i havia competit amb cert èxit a mitjan anys vint, tot i que sovint no acabava les curses per manca de fiabilitat de la motocicleta. Aquest fet li feu decidir de construir una motocicleta fiable d'alt rendiment. Davies va fer servir l'eslògan publicitari "Construïda per un pilot" ("Built by a rider"). Altres fabricants de l'època també s'adreçaven a un mercat similar, com ara George Brough, l'amo de Brough Superior.
Després de la Primera Guerra Mundial, molts fabricants de motocicletes muntaven les seves motos a partir de motors i altres components importants procedents de fabricants diversos. L'objectiu de Davies era construir una motocicleta superior a partir dels millors components disponibles. Les motocicletes HRD es van produir des del 1924 fins al 1928. Aleshores, l'empresa, mancada de capital tot i la seva fama d'oferir productes d'altes prestacions, va lluitar per sobreviure i finalment va ser venuda a OK-Supreme, la qual va vendre al seu torn la marca a Phil Vincent, un dissenyador de motocicletes. El nom HRD es va incorporar llavors a una nova empresa, The Vincent HRD Company Ltd.

## Producció

### 1924
El 1924, amb E J Massey, es van construir les primeres motocicletes HRD. Els motors provenien de JA Prestwich Industries Ltd (JAP), les caixes de canvis de relació estreta, de Burman, les forquilles de Druid o Webb, les cadenes de Renolds, les bombes d'oli de Pilgrim i els carburadors de Binks. Les motocicletes s'adreçaven als afeccionats del més alt poder adquisitiu i duien components esportius i de qualitat.
Models de 1924
- HD90 – 500 cc, motor de curses JAP - 140 km/h - 90 guinees
- HD80 – 350 cc, JAP OHV doble port - 130 km/h - 80 guinees
- HD70 – 350 cc, JAP OHV - 110 km/h - 70 guinees
- HD70 S – 500 cc, JAP esportiu de vàlvula lateral - 110 km/h - Individual: 66 guinees, Sidecar: 83 guinees

### 1925
El 1925, Davies va pilotar les seves pròpies motos al TT de l'Illa de Man i quedà segon a la categoria Junior TT i primer a la Senior. Això li va comportar comandes, però, tot i que semblava reeixida, l'empresa perdia diners. Les instal·lacions inicials eren massa petites, de manera que s'havien d'ampliar, però l'empresa estava poc capitalitzada. HRD va tenir sempre comandes en llista d'espera, però només podia produir-ne petites quantitats. Al setembre, Bert le Vack va establir un rècord de velocitat de 168,03 km/h amb una HRD a Brooklands.
Models de 1925
- HD Super90 – 500 cc, JAP de doble port - 160 km/h - 98 guinees

### 1926
El 1926, la competència disposava de motos més ràpides al TT i la millor classificació d'una HRD va ser el cinquè lloc. La gamma de models es va ampliar, però la producció no va satisfer la demanda. A més, una vaga general va causar més danys econòmics.
Models de 1926
- HD75 – 500 cc, JAP OHV - 121 km/h - 75 guinees
- HD 600 De Luxe – 600 cc, JAP de vàlvula lateral – 72 guinees
- HD65 – 350 cc, JAP OHV - 105 km/h - 65 guinees
- HD60 – 350 cc, JAP de vàlvula lateral - 97 km/h - 60 guinees
- L'HD Super 90 tenia l'opció d'un motor JAP OHV de 600 cc, cosa que n'augmentava el preu en 5 guinees.

### 1927
El 1927, Freddie Dixon va aconseguir el primer lloc al Junior TT i el sisè al Senior amb les HRD. Tot i aquest èxit, la situació financera de l'empresa va empitjorar.

## Venda a Vincent
El gener de 1928, l'empresa va entrar en liquidació voluntària. La va comprar Ernest Humphries, d'OK Supreme, qui va vendre el nom, l'utillatge i els patrons a Philip C Vincent per 450 lliures el maig d'aquell mateix any. Posteriorment, també al 1928, Vincent va fundar The Vincent HRD Company.